# Río Verde
Río Verde (z hiszp. zielona rzeka) – gmina w chilijskim regionie i prowincji Magallanes. Według spisu powszechnego z 2002 roku zamieszkana przez 358 osób (295 mężczyzn i 63 kobiety), jednak według danych z 2015 roku było to już tylko 121 osób. Río Verde zajmuje obszar wokół śródlądowej cieśniny Seno Skyring, na północ od wyspy Riesco. Zajmuje powierzchnię 17 248 km².
Teren gminy pierwotnie zasiedlony był przez Alakalufów i Tehuelczów. Obecnie składa się z trzech wsi: Río Verde, Puerto Curtze oraz Ponsomby.